# 야마시로노오쓰쓰키마와카노미코
야마시로노오쓰쓰키마와카노미코(일본어: 山代之大筒木真若王 ?~?[*]히코이마스노미코(彦坐王) 의1남 으로태어났으며 어머니는 오케츠히메노미코토(袁祁都比賣命)이다.

## 가계도

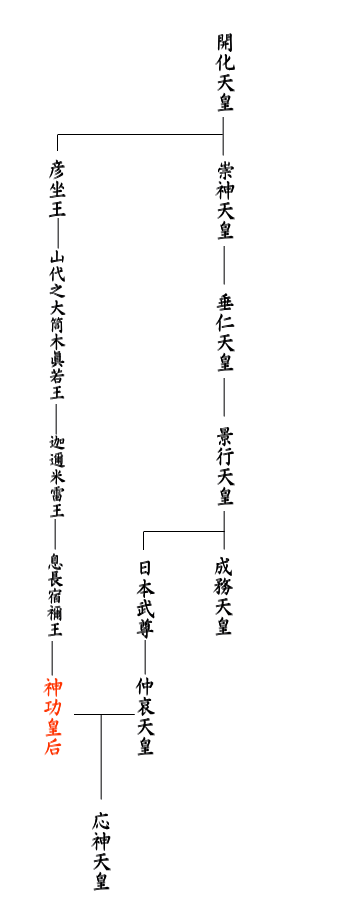
가이카 천황부터 오진 천황의 가계도

## 가족관계
- 부:히코이마스노미코(彦坐王)
- 모:오케츠히메노미코토(袁祁都比賣命)
  - 첩:(伊理泥王の女)
    - 카니메이카즈치 왕(迦邇米雷王)